# SERT-1
SERT-1 (Space Electric Rocket Test)는 나사의 관측 로켓이다. NASA의 글렌 연구 센터에서 개발한 이온 엔진을 시험했다. SERT-1은 세계 최초의 이온 엔진 우주선이다.
. 1964년 6월 20일 발사되었다.
2가지 전기 추진 엔진을 탑재했다. 하나는 "카우프만 이온 추진기"로, 31분 16초 동안 연소되었다. 세계 최초의 우주 공간에서의 이온 엔진이다. 다른 하나는 실험에 실패했다.
1970년 2월 3일, 1000 km 고도의 극궤도로 SERT-II 프로브가 발사되었다.
SERT 로켓 실험으로 개발된 이온 엔진 기술은 1998년 발사된 딥 스페이스 1호 프로브의 엔진을 제작하는데 사용되었다.

## 관련 논문
Sovey, J. S., Rawlin, V. K., and Patterson, M. J.: "Ion Propulsion Development Projects in U. S.: Space Electric Rocket Test 1 to Deep Space 1," Journal of Propulsion and Power, Vol. 17, No. 3, May–June 2001, pp. 517–526.
William R. Kerslake and Louis R. Ignaczak, Development and Flight History of The SERT II Spacecraft, paper AIAA-92-3516, 28th Joint Propulsion Conference and Exhibit, Nashville, Tennessee, July 6–8, 1992; available at NTIS as NASA Technical Memorandum 105636. (accessed July 1, 2010).

## 같이 보기
- 로버트 고다드
- 딥 스페이스 1호